# Flieger-Beobachter-Schule

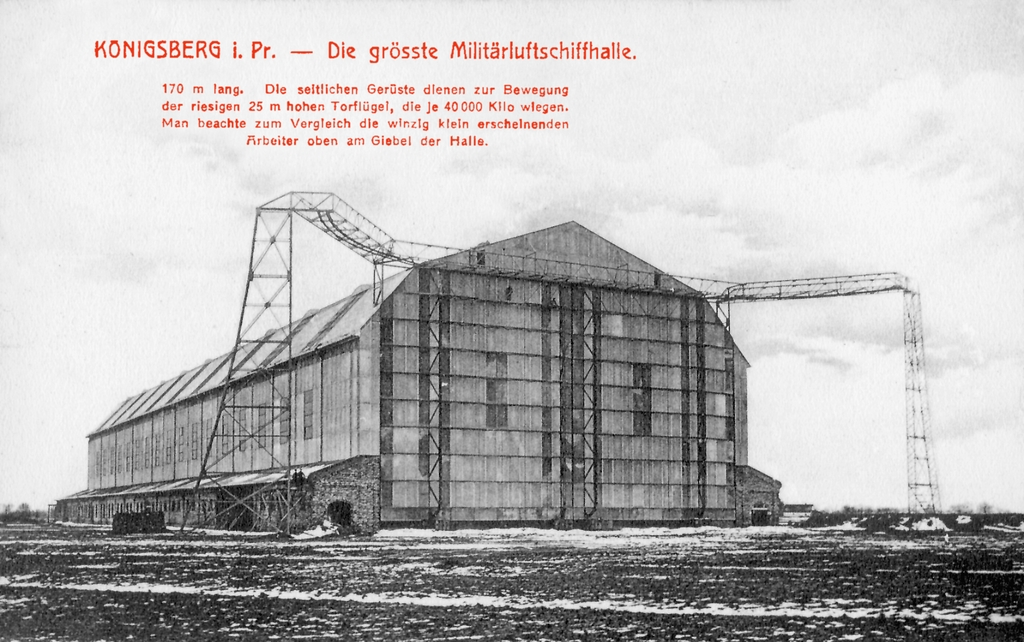
Die Luftschiffhalle in Amalienau

Die Flieger-Beobachtungs-Schule stand als Aufklärungs- und Ausbildungseinheit in Königsberg am Beginn der militärischen Luftschifffahrt. 

## Geschichte
Am 5. August 1810 kam es zum ersten Ballonaufstieg des Prof. Robertson vom Schlossplatz; er landete in Quanditten. 1906 war die Attraktion des Königsberger Tierparks ein Fesselballon des Vereins für Luftschifffahrt. Er stieg mit 15 Mitfahrern auf 300 Meter Höhe. Die Fahrt kostete 3 Mark. 1913 wurden im preußischen Heer vier Fliegerbataillone zu je drei Kompanien aufgestellt:
- Döberitz,
- Köln mit Hannover und Darmstadt
- Straßburg mit Metz und Freiburg
- Graudenz mit Königsberg

Königsberg war dabei der militärischen Luftschifffahrt in Form einer Fliegerausbildung und Beobachtung vorbehalten. So wurde 1913 nördlich von Amalienau eine große Luftschiffhalle errichtet, die Zeppeline und Fesselballons für Erkundungs- und Ausbildungsflügen untergebracht waren. Die Halle mussten im Rahmen des Versailler Vertrages 1919 abgebrochen werden. Am 24. August 1930 landete das letzte Luftschiff Graf Zeppelin auf dem Flughafen Devau.